# Kurt Baschwitz

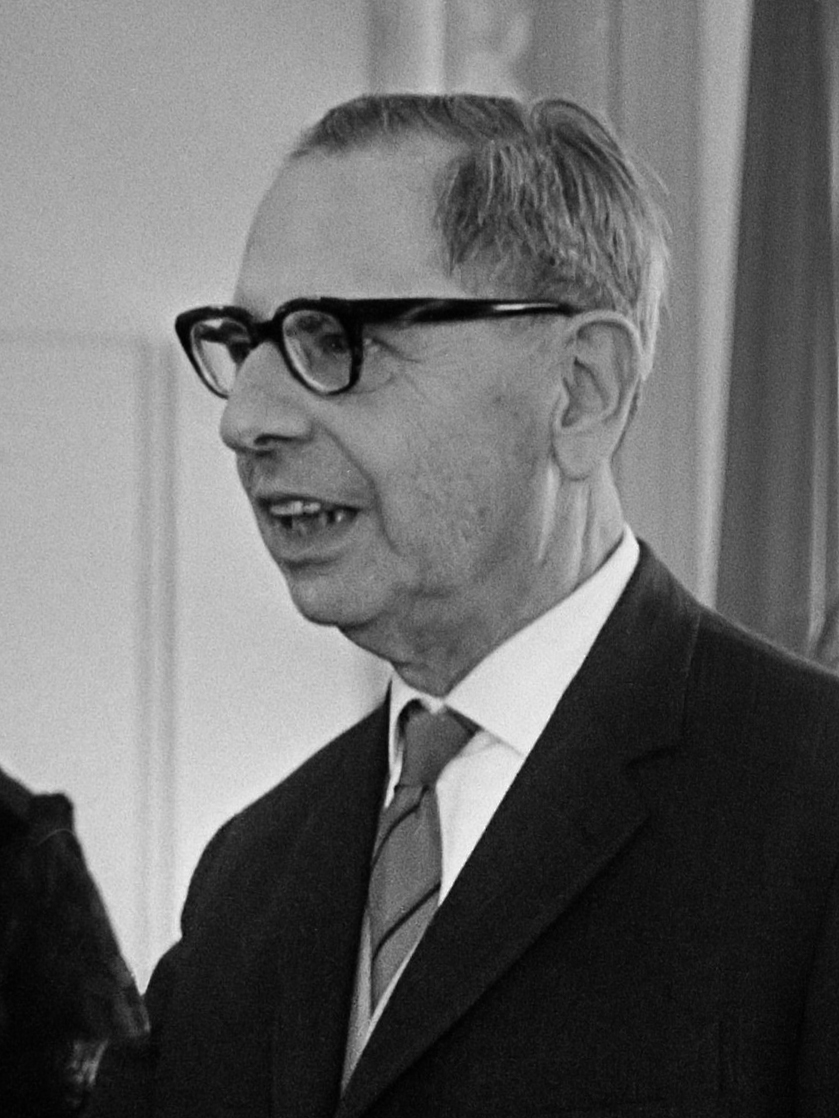
Kurt Baschwitz (1966)

Siegfried Kurt Baschwitz (* 2. Februar 1886 in Offenburg; † 6. Januar 1968 in Amsterdam) war ein deutsch-holländischer Journalist, Sozialpsychologe und Publizistikwissenschaftler.

## Leben
Baschwitz, der seine journalistische Tätigkeit 1908 begann, ist vor allem für seine Bücher über die Masse und Massenwahn bekannt. Von 1909 bis 1924 war Baschwitz Redakteur beim Hamburger Fremdenblatt, u. a. als Korrespondent in den Niederlanden. Danach arbeitete er bis 1928 für die Deutsche Allgemeine Zeitung (DAZ). Ab Juli 1929 amtierte Baschwitz als Chefredakteur des Verlegerorgans Zeitungsverlag (ZV) in Berlin, aus dem er im April 1933 entlassen wurde. Als Sohn jüdischer Eltern musste er anschließend fliehen und ging in die Niederlande.
Nach dem Einmarsch deutscher Truppen am 14. Mai 1940 sah sich Baschwitz gezwungen, unterzutauchen. Unter dem Pseudonym Casimir K. Visser war er weiterhin journalistisch tätig und verfasste etwa das Werk Van de heksenwaag te Oudewater en andere te weinig bekende zaken (Von der Hexenwaage in Oudewater und anderen zu wenig bekannten Dingen).
Obwohl er nur selten das Haus verließ, geriet er in eine Straßenrazzia und wurde ins niederländische Durchgangslager Westerbork gebracht, dasselbe Lager, in das Anne Frank gebracht wurde. Fünf Tage später gelang es seiner ältesten Tochter Isa, ihn mit einer Mischung aus sowohl echten als auch gefälschten Papieren aus dem Lager zu befreien. Danach gelang es ihm, mit Hilfe seiner Exfrau, sich bis zur Befreiung Amsterdams zu verstecken.
Dort arbeitete er nach dem Krieg an der Amsterdamer Universität als Professor für Presse, Propaganda und öffentliche Meinung. Im Juli 1948 war er einer der Gründer des Instituts für Pressewissenschaft an der Universität Amsterdam und wurde dessen erster Direktor. Mittlerweile existiert eine Kurt-Baschwitz-Professur in Amsterdam.

## Veröffentlichungen (Auswahl)
- Der Massenwahn, seine Wirkung und seine Beherrschung, Beck, München 1923
- Der Massenwahn: Ursache und Heilung des Deutschenhasses, Beck, München 1932
- De krant door alle tijden, Keesing, Amsterdam 1911
- Van de heksenwaag te Oudewater en andere te weinig bekende zaken, De Tijdstroom, Lochem 1941
- De strijd met den duivel. De heksenprocessen in het licht der massapsychologie, Blitz, Amsterdam 1948
  - (dt.) Hexen und Hexenprozesse: Die Geschichte eines Massenwahns und seiner Bekämpfung, Rütten & Loening, München 1963; 2. Auflage Bindlach 1990.
- Du und die Masse: Studien zu einer exakten Massenpsychologie, Feikema, Caarelsen & Co., Amsterdam 1938 (2., völlig neu bearbeitete Auflage: Brill, Leiden 1951).